# Tegalmulya
Tegalmulya is een bestuurslaag in het regentschap Indramayu van de provincie West-Java, Indonesië. Tegalmulya telt 5782 inwoners (volkstelling 2010).